# Jane Tompkins
Jane Parry Tompkins (* 19. Januar 1940 in New York City) ist eine US-amerikanische Literaturwissenschaftlerin.

## Leben
Geboren 1940 in New York City, studierte Tompkins am Bryn Mawr College Literaturwissenschaften und machte anschließend an der Yale University ihren Ph.D. in Anglistik. Zunächst arbeitete sie als Hochschullehrerin am Connecticut College und am Greater Hartford Community College, kündigte aber nach ihrer ersten Heirat. Später kehrte sie in den Hochschulbetrieb zurück, woraufhin sie 1970 eine Stelle an der Temple University. Dort erhielt sie 1982 ihre erste Professur. Nach zwei geschiedenen Ehen heiratete sie den Literaturwissenschaftler Stanley Fish, mit dem sie gemeinsam an die Duke University ging, wo Tompkins die Professur für Anglistik hielt. Später wechselten Fish und Tompkins an die University of Illinois at Chicago, wo sie Hochschulprofessorin für Anglistik und Assistentin des Provost der Universität war. 2005 verließ sie gemeinsam mit ihrem Ehemann die Hochschule, um nach Florida zu ziehen. Ihre Laufbahn als Hochschullehrerin beendete sie, nachdem sie am Chronischen Fatigue-Syndrom erkrankt war.

## Werk
Tompkins arbeitete im Bereich der Kanondebatten, die für sie einen maßgeblichen Einfluss auf die Beschaffenheit des amerikanischen Selbstbildes haben, sowie im Bereich der Literaturkritik, besonders aus feministischer Perspektive. Ihre erste Veröffentlichung, das von ihr herausgegebene Sammelband Reader-response criticism: from formalism to post-structuralism (1980), beschäftigte sich als Reaktion auf die akademische Bewegung des New Criticism mit einer Literaturwissenschaft aus der Perspektive des Leser (siehe Rezeptionsästhetik). Mitte der 1980er entwickelte sie die für sie Reader-responce criticism weiter, hin zum New Historicism, einer die Entstehungsbedingungen des Werkes betonenden Schule der Literaturwissenschaften, die Tompkins auf der Basis des reader-responce criticism begründete. Um ein literarisches Werk richtig zu verstehen, dürfe der Leser es nicht aus seiner eigenen Perspektive verstehen, sondern müsse versuchen, sich in den Zeitgeist des Autors hineinzuversetzen.
In ihrem Buch Sensational Designs (1985) argumentiert sie im Sinne des New Historicism am Beispiel sogenannter sentimental fictional texts, dass literarische Texte stets etwas „über die kulturellen Bedingungen, in denen sie entstanden sind“, verraten. Literarische Texte seien „gewichtige Beispiele, wie eine Kultur über sich selbst denkt“ und würden „Lösungen für die Probleme, die für einen bestimmten historischen Moment prägend“ seien, artikulieren und vorschlagen. Die Aufgabe der Literaturwissenschaft sei es, durch die Analyse des Zusammenspiels von kulturellen und historischen Einflüssen zu einem tieferen Verständnis des literarischen Textes beizutragen. Im gleichen Buch argumentiert sie für die Bedeutung von Harriet Beecher Stowes Onkel Toms Hütte im Kanon der amerikanische Literatur des 19. Jahrhunderts, verbunden mit der Forderung, der generelle Kanon der amerikanischen Literatur dürfe nicht mehr länger Werke von Schriftstellerinnen ausschließen.
1992 veröffentlichte Tompkins mit West of everything: the inner life of westerns eine Studie über Wildwestromane, die sowohl eine Analyse der generellen Charakteristika des Genres als auch Analysen einzelner Werke enthielt. A Life in School (1996) war sowohl eine Autobiografie als auch eine Diskussion innovativer Lehr- bzw. Unterrichtsmethoden angelegt. In Reading through the night (2018) griff sie ihre Erfahrungen mit Literatur nach dem Ausbruch des chronischen Eschröpfungssyndrom auf und knüpfte dabei wieder an das ursprüngliche reader-response criticism an.

## Werke
Monografien
- Studies in Melville’s prose style. Yale University, New Haven 1967 (Dissertation).
- Sensational designs: the cultural work of American fiction, 1790–1860. Oxford University Press, New York City 1985, ISBN 0-19-503565-8.
- West of everything: the inner life of westerns. Oxford University Press, New York City 1992, ISBN 0-19-507305-3.
- A life in school: what the teacher learned. Addison-Wesley, Reading, Massachusetts 1996, ISBN 0-201-91212-0.
- Reading through the night. University of Virginia Press, Charlottesville 2018, ISBN 978-0-8139-4159-2.

Herausgeberschaften
- Twentieth century interpretations of The turn of the screw, and other tales: a collection of critical essays. Prentice-Hall, Englewood Cliffs 1970, ISBN 0-13-933044-5.
- Reader-response criticism: from formalism to post-structuralism. Johns Hopkins University Press, Baltimore 1980, ISBN 0-8018-2400-1.